# Shattuck
Shattuck – miasto w Stanach Zjednoczonych, w stanie Oklahoma, w hrabstwie Ellis.